# Milou w maju
Milou w maju (fr. Milou en mai) – francusko-włoski film obyczajowy z 1990 roku w reżyserii Louisa Malle’a. Wyprodukowany został przez Nouvelles Éditions de Films (NEF), TF1 Films Production i Ellepi Films. Zdjęcia kręcono w departamencie Gers.
Premiera filmu miała miejsce 24 stycznia 1990 roku we Francji.

## Fabuła
Akcja filmu rozgrywa się na wsi na południu Francji. Z Paryża docierają radiowe doniesienia o studenckiej rewolcie, ale ludzie żyją swoimi sprawami. Milou Vieuzac (Michel Piccoli), pogodny 60-latek, mieszka z matką i służącą Adelą (Martine Gautier), która jest jego kochanką. Gdy starsza pani nagle umiera, Milou zawiadamia krewnych o pogrzebie. Do rodzinnego domu zjeżdżają wszyscy, którzy liczą na spadek.

## Obsada
- Miou-Miou jako Camille, córka Milou
- Michel Piccoli jako Milou
- Michel Duchaussoy jako Georges, brat Milou
- Bruno Carette jako Grimaldi
- Paulette Dubost jako pani Vieuzac, matka Milou
- Harriet Walter jako Lily
- Martine Gautier jako Adèle, służąca oraz kochanka Milou
- Rozenne Le Tallec jako Marie-Laure
- Jeanne Herry jako Françoise
- Renaud Danner jako Pierre-Alain
- François Berléand jako Daniel
- Dominique Blanc jako Claire, siostrzenica Milou

i inni